# سید رضی موسوی
سیّد رضی موسوی چاشمی (۱۳۴۲ – ۴ دی ۱۴۰۲) نظامی ایرانی بود که در نیروی قدس سپاه پاسداران انقلاب اسلامی خدمت می‌کرد. او در دی ۱۴۰۲، طی جنگ اسرائیل و حماس در حملهٔ هوایی اسرائیل در سوریه کشته شد. موسوی در هنگام مرگش، تأثیرگذارترین فرمانده نظامی ایران در سوریه معرفی شد.
موسوی از دههٔ ۱۳۷۰ «مسئول پشتیبانی و لجستیک نیروی قدس سپاه در سوریه» بود و نقش مهمی در حفظ حکومت بشار اسد پس از آغاز جنگ داخلی سوریه داشت.

## زندگی
سید رضا موسوی (معروف به سید رضی) در سال ۱۳۴۲ در شهرستان زنجان، استان زنجان به دنیا آمد. او سپس به عضویت سپاه زنجان درآمد و در جنگ ایران و عراق حضور پیدا کرد. او همچنین خادم حسینیهٔ اعظم زنجان نیز بوده است. او در زمان حیات چهره‌ای گمنام بین مردم و رسانه‌های ایران بود.

## نقش در سوریه و لبنان
موسوی یکی از باسابقه‌ترین نظامیان حاضر در سوریه بود که مسئولیت پشتیبانی جبههٔ مقاومت در سوریه را بر عهده داشت. رسانه‌های ایران دربارهٔ سابقه‌اش مطالب زیادی منتشر نکرده‌اند اما او را از نزدیکان قاسم سلیمانی، معرفی کردند. یکی از کارشناسان صدا و سیما گفت که جمهوری اسلامی در منطقه «سربازان گمنام زیادی دارد و رضی موسوی از جمله این سربازان گمنام بوده است».
به گزارش مقام‌های ارشد سپاه، در سوریه هم بشار اسد و هم دیگر افراد با فعالیت‌های موسوی آشنا بودند و برای اسرائیل فردی شناخته شده بود که دست‌کم دوبار از سوءقصد جان سالم به در برده بود. رسانه‌های ایران مدت زمان فعالیت برون‌مرزی موسوی را ۲۵ سال ذکر کردند و گزارش دادند که هماهنگی‌های امور نیروهای مستشاری ایران در سوریه و لبنان برعهدهٔ او بوده است.
موسوی با حزب‌الله لبنان رابطهٔ نزدیکی داشت و در اردیبهشت ۱۳۹۵ هنگام کشته شدن مصطفی بدرالدین، او نیز یکی از اهداف اصلی این حملات بود. هم‌میهن و ایرنا او را یکی از «بزرگ‌ترین و برجسته‌ترین» فرماندهان نیروی قدس سپاه پاسداران توصیف کردند.
وبگاه امواج میدیا در گزارشی عنوان کرد که موسوی در تحویل موشک‌های فاتح به لبنان نقش داشته است. گفته شده پس از خروج جواد غفاری از سوریه که به‌عنوان فرمانده ارشد نیروهای شبه‌نظامی ایران در آن کشور فعالیت می‌کرد، نقش موسوی مهم‌تر شد و به یکی از عالی‌رتبه‌ترین نیروهای جمهوری اسلامی در سوریه تبدیل شد.
دیوید باراک، خبرنگار وب‌سایت خبری آمریکایی «آکسیوس» موسوی را مسئول ارسال سلاح از ایران به شبه‌نظامیان طرفدار جمهوری اسلامی در سوریه و همچنین به حزب‌الله لبنان معرفی کرده است.
موسوی، مستشار ارشد سپاه پاسداران جمهوری اسلامی و از چهره‌های برجسته در ایجاد ائتلاف نظامی بین ایران و سوریه بود.
در ۱۹ ژوئیهٔ ۲۰۲۳ پایگاه اینترنتی مرکز «مبارزه با تأمین مالی تروریسم» که هدف خود را «افشای گروه‌های تروریستی و منابع مالی و حامیان آن‌ها» عنوان کرده، سید رضی را فرمانده یگان ۲۲۵۰ نیروی قدس که یکی از زیرمجموعه‌های واحد ۲۰۰۰ در سوریه است، معرفی کرده بود. موسوی همچنین چندین پایگاه ایران در سوریه از جمله در دمشق، لاذقیه، حماه، حلب و دیرالزور را تحت کنترل داشته است.
به گزارش روزنامهٔ الجدید لبنان، رضی مدت ۳۰ سال به همراه خانواده‌اش در سوریه زندگی می‌کرد و در وزارت دفاع سوریه یک اتاق مخصوص داشت.

## کشته شدن
در ۵ دی ۱۴۰۲، سپاه پاسداران به‌طور رسمی خبر کشته شدن موسوی را اعلام کرد و در پی آن گزارش‌های فراوانی از این فرمانده ناشناخته منتشر شد. سپاه پاسداران او را یکی از «مستشاران نظامی باسابقه» نامید و اسرائیل را مسئول کشته شدن او معرفی کرد. خبرگزاری فرانسه به نقل از دیدبان حقوق بشر سوریه گفت که دو خارجی و یک سوری نیز در این حمله کشته شدند. مقام‌های اسرائیلی به‌طور رسمی مسئولیت حملهٔ موشکی به موسوی را برعهده نگرفتند.
به‌گفتهٔ سفیر وقت ایران در سوریه، منزل او در ۴ دی «ظاهراً» با سه موشک هدف قرار گرفت و جنازهٔ او به حیاط پرتاب شد. این سفیر او را دیپلمات و رایزن دوم سفارت ایران در سوریه معرفی کرد که با گذرنامهٔ دیپلماتیک در سوریه حضور داشته است و همسرش معلم بود که هنگام کشته شدن او در خانه حضور نداشت. در روایتی دیگر به گفتهٔ حسن پلارک، رئیس ستاد پشتیبانی جبههٔ مقاومت، او به‌دنبال بازدید از یکی از «مقرهای محل استقرار خودش» کشته شد. به گفتهٔ محمدجعفر اسدی، فرمانده پیشین سپاه در سوریه، اسرائیل به‌واسطهٔ جاسوس‌هایش محل دقیق حضور موسوی را شناسایی کرد.
رسانه‌های نزدیک به جمهوری اسلامی ایران مدعی شدند که او پیش‌تر نیز از سوی اسرائیل هدف ترور قرار گرفته بود. مراسم خاکسپاری جنازهٔ او در ۷ دی ۱۴۰۲ در امامزاده صالح تجریش برگزار شد.

## واکنش‌ها به خبر کشته شدن

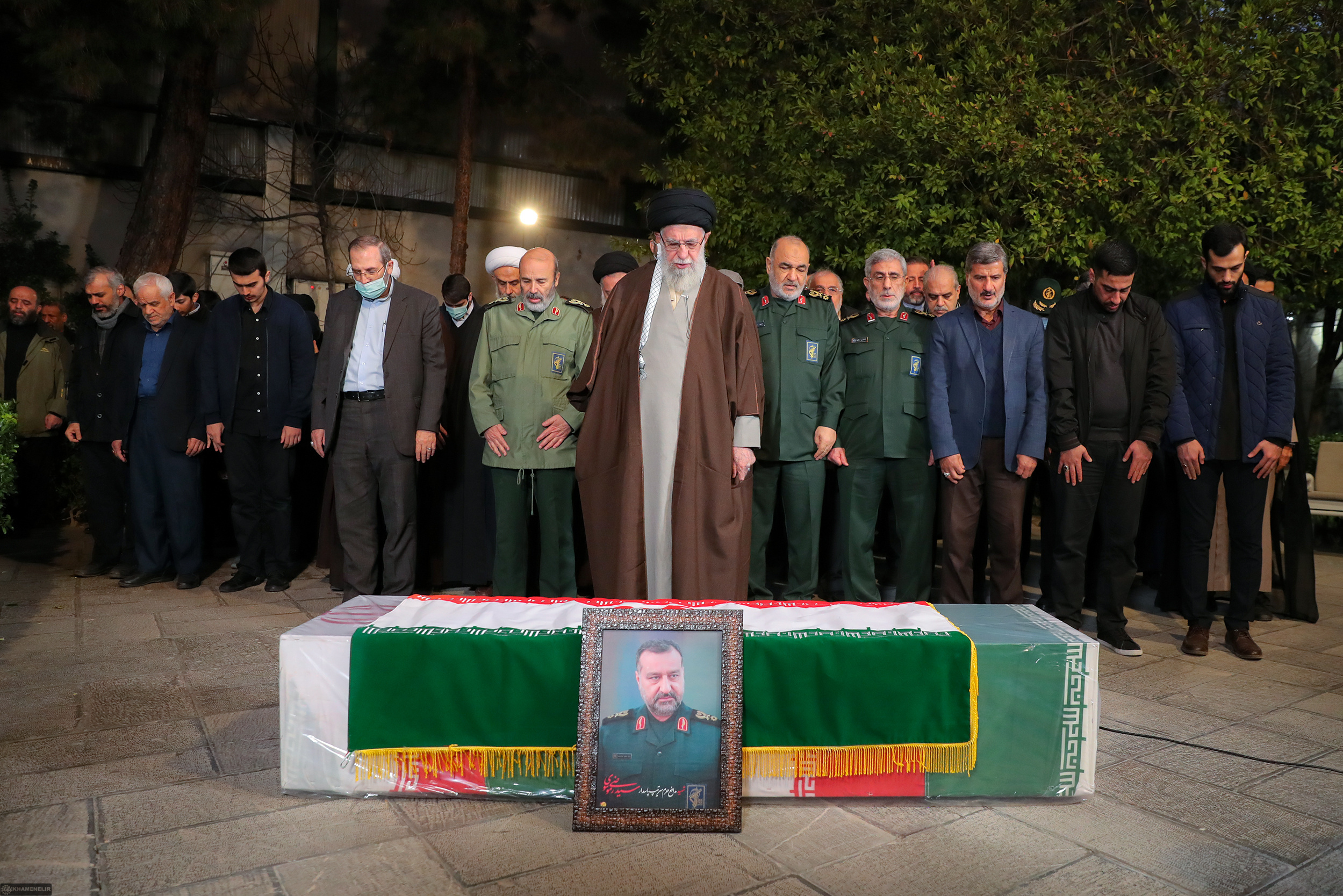
اقامهٔ نماز بر پیکر سیدرضی موسوی توسط
سید علی خامنه‌ای ۷ دی ۱۴۰۲

- سپاه پاسداران ساعاتی پس از واقعه در بیانیه‌ای تأکید کرد «بی‌تردید رژیم غاصب و متوحش صهیونیستی تاوان این جنایت را خواهد پرداخت».[۲۱]
- سید ابراهیم رئیسی رئیس‌جمهور وقت ایران، اقدام اسرائیل را نشانه‌ای از سرخوردگی، عجز و ناتوانی دانست و گفت این دولت «قطعاً تاوان این جنایت را خواهد داد».[۲۲]
- غلامحسین محسنی اژه‌ای، رئیس قوهٔ قضائیهٔ جمهوری اسلامی ایران گفت: «سردار موسوی که از همرزمان سردار شهید حاج قاسم سلیمانی بود در جبههٔ نبرد با تکفیری‌های مورد حمایت آمریکا و اسرائیل، مجاهدت‌ها و رشادت‌ها کرد».[۲۳]
- حماس اقدام اسرائیل در ترور موسوی را «جنایتی بزدلانه» توصیف کرد.[۲۴]
- باقری، رئیس وقت ستاد کل نیروهای مسلح ایران، اقدام اسرائیل را خطای راهبردی خواند.[۲۵]
- حزب‌الله لبنان در بیانه‌ای اقدام اسرائیل را «تجاوز آشکار، بی‌شرمانه و عبور از همهٔ خطوط» دانست.[۲۶]
- محمدجعفر اسدی، فرمانده پیشین مستشاران ایرانی در سوریه گفت انگیزهٔ اسرائیل از ترور این است که با برانگیختن واکنش ایران، محل درگیری‌ها را از فلسطین خارج کند.[۲۷]